# Виноград (Новосибирская область)
Виногра́д — посёлок в Черепановском районе Новосибирской области. Входит в состав Шурыгинского сельсовета.

## География
Площадь посёлка — 35 гектаров.

## Население
| 2002 | 2007 | 2010 |
| ---- | ---- | ---- |
| 268  | ↘266 | ↘242 |

## Инфраструктура
В посёлке по данным на 2007 год функционирует 1 учреждение здравоохранения.